# Diego Zarzosa Peña
Diego Zarzosa Peña (Valladolid, 25 de diciembre de 1975) es un exjugador y entrenador de rugby español que militó gran parte de su carrera deportiva en las filas de Club de Rugby El Salvador.
Su posición habitual en el campo es la de talonador/hooker. En su dilatada carrera deportiva ha tenido la oportunidad de participar en clubes españoles punteros como El Salvador de Valladolid o el CRC Madrid Noroeste. En el año 2007 firmó un contrato de seis meses con los NEC Harlequins ingleses para suplir la baja del samoano Tani Fuga, convocado para el Mundial de Rugby, y la lesión de Chris Brooker. Sin embargo, no llegó a debutar. Tras esa aventura inglesa, Diego Zarzosa retornó a España para jugar en Valladolid.
Al finalizar la temporada 2009, Diego decidió retirarse de la práctica del rugby. eL 27 de octubre de 2009 se anunciaba su incorporación a Iberian profesional Football Board SL, promotora de la Super Ibérica de Rugby, en calidad de Director de Operaciones.
A nivel internacional debutó con la Selección nacional el 8 de noviembre de 1997 frente a la selección de Andorra (Victoria 3-62). En 1999 participó en el único Mundial que ha jugado España hasta la fecha, en Gales, dos veces como titular y una como suplente. Aunque, probablemente el acontecimiento más importante de su carrera se produjo el 14 de noviembre de 2007 cuando tuvo el honor de convertirse en el segundo jugador español, después de Oriol Ripol (en 2003 frente a London Irish), en jugar con los Barbarians en un partido amistoso contra un combinado de las Fuerzas Armadas en Plymouth. En los 55 minutos que jugó como titular tuvo la oportunidad de marcar un ensayo.

## Carrera profesional
La carrera "profesional" de Diego Zarzosa, ha estado muy unida al club de toda su vida El Salvador, de la ciudad castellana de Valladolid. Sin embargo, tras su paso por los Barbarians, recibió varias ofertas de clubes profesionales de más allá de los Pirineos.
Durante su etapa sénior ha sido habitual de la selección absoluta.

### Clubes
| Temporada(s) | Club                |
| ------------ | ------------------- |
| 1988-2006    | CR El Salvador      |
| 2006-2007    | CRC Madrid Noroeste |
| 2007         | NEC Harlequins      |
| 2007-2009    | CR El Salvador      |
| 2009         | Vacceos Cavaliers   |

### Selecciones
Ha participado desde 1997 en múltiples partidos con la selección española, llegando a participar en el Mundial de 1999, único al que por ahora se ha clasificado España
El 14 de noviembre de 2007 jugó de titular con el equipo The Barbarians RFC, equipo que se distingue porque todos sus miembros participan por invitación, recibida por la calidad del jugador y porque defienda los valores primigenios del rugby. Además hay que destacar que fue titular en el único partido hasta la fecha en el que se ha enfrentado la Selección Española a los Barbarians el 23 de mayo de 2007 en el Estadio Manuel Martínez Valero de Elche (Alicante).

### Participaciones en Copas de Mundo
| Mundial                       | Sede  | Equipo | Resultado      | PJ | PG | PE | PP | Pts + | Pts - |
| ----------------------------- | ----- | ------ | -------------- | -- | -- | -- | -- | ----- | ----- |
| Copa Mundial de Rugby de 1999 | Gales | España | Fase de grupos | 3  | 0  | 0  | 3  | 18    | 122   |

## Palmarés
Hasta diciembre de 2008

### Clubes
- 4 ligas con el Club de Rugby El Salvador: 1998, 2003, 2004 y 2008.
- 3 copas del Rey con el Club de Rugby El Salvador: 1999, 2005 y 2006.
- 3 Copas Ibéricas con el Club de Rugby El Salvador
- 4 Supercopas de España con el Club de Rugby El Salvador: 2003, 2004, 2005 y 2006.

### Selecciones
- 45 participaciones con la selección española.
- 15 puntos (3 ensayos) con la selección española.
- 1 participación como titular con los Barbarians.
- 5 puntos (1 ensayo) con los Barbarians